# Giorgia Bordignon
Giorgia Bordignon (født 24. maj 1987) er en italiensk vægtløfter.
Hun repræsenterede Italien under sommer-OL 2016 i Rio de Janeiro, hvor hun blev nummer 6 i 63 kg for kvinder.
Under sommer-OL 2020 i Tokyo, som blev afholdt i 2021, vandt hun sølv i 64 kg for kvinder.